# Tart
Tart là một món bánh nướng bao gồm một lớp nhân trên một vỏ bánh pastry với một đầu mở không được phủ bánh pastry. Các loại bánh pastry thường là bánh pastry shortcrust, nhân có thể là ngọt hoặc mặn, mặc dù bánh tart hiện đại thường là từ trái cây, đôi khi có sữa trứng. Tartlet là một cái bánh tart thu nhỏ; một ví dụ là bánh tart trứng. Các loại "bánh tart", "bánh flan", "bánh quiche" và "bánh pie" trùng nhau, với không có sự phân biệt sắc nét.

## Lịch sử

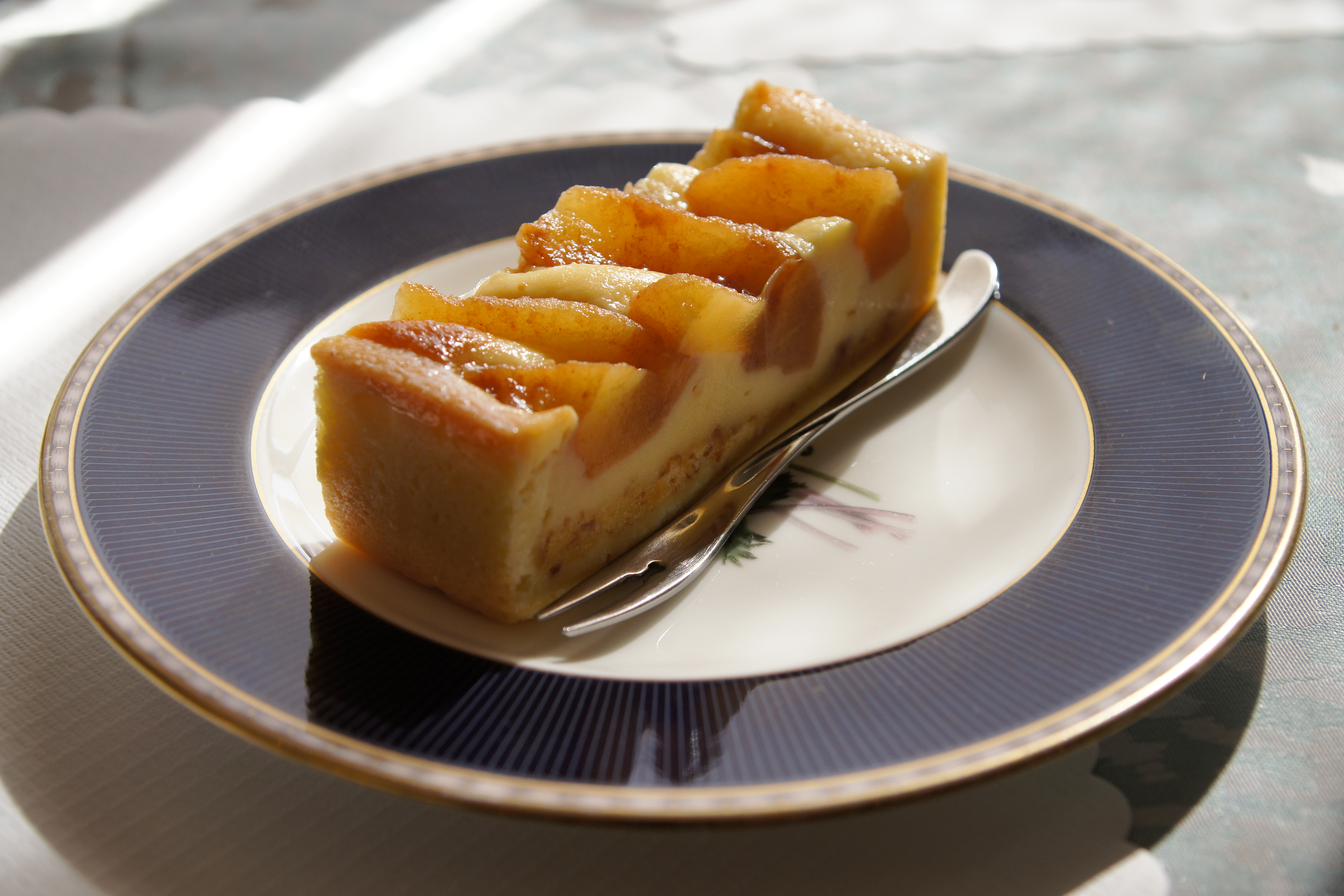
Bánh tart táo

Từ tiếng Pháp tarte có thể được dịch có nghĩa là bánh pie hoặc bánh tart, vì cả hai chủ yếu giống nhau ngoại trừ một chiếc bánh pie thường phủ bánh pastry lên nhân, trong khi bánh flan và bánh tart để nó hở ra.
Bánh tart được cho là xuất phát từ truyền thống xếp lớp đồ ăn, hoặc là một sản phẩm của việc làm bánh thời trung cổ. Bột làm giàu (tức là lớp vỏ ngắn) được cho là đầu tiên được sử dụng phổ biến vào năm 1550, khoảng 200 năm sau khi có bánh pie. Trong thời kỳ này, chúng được xem là ẩm thực cao cấp, phổ biến với giới quý tộc, trái ngược với quan điểm của một chiếc bánh bình dân. Mặc dù ban đầu là mặn, với nhân thịt, hương vị ẩm thực đã dẫn đến bánh ngọt để chiếm ưu thế, làm đầy bánh thay vì trái cây và sữa trứng. Bánh tart thời trung cổ thường có nhân thịt, nhưng những cái sau thường làm từ trái cây và sữa trứng.
Một loại bánh tart đầu tiên là bánh crostata của Ý, có niên đại ít nhất là giữa thế kỷ 15. Nó đã được mô tả như là một "phiên bản tự do mộc mạc của bánh tart trái cây".

## Miêu tả

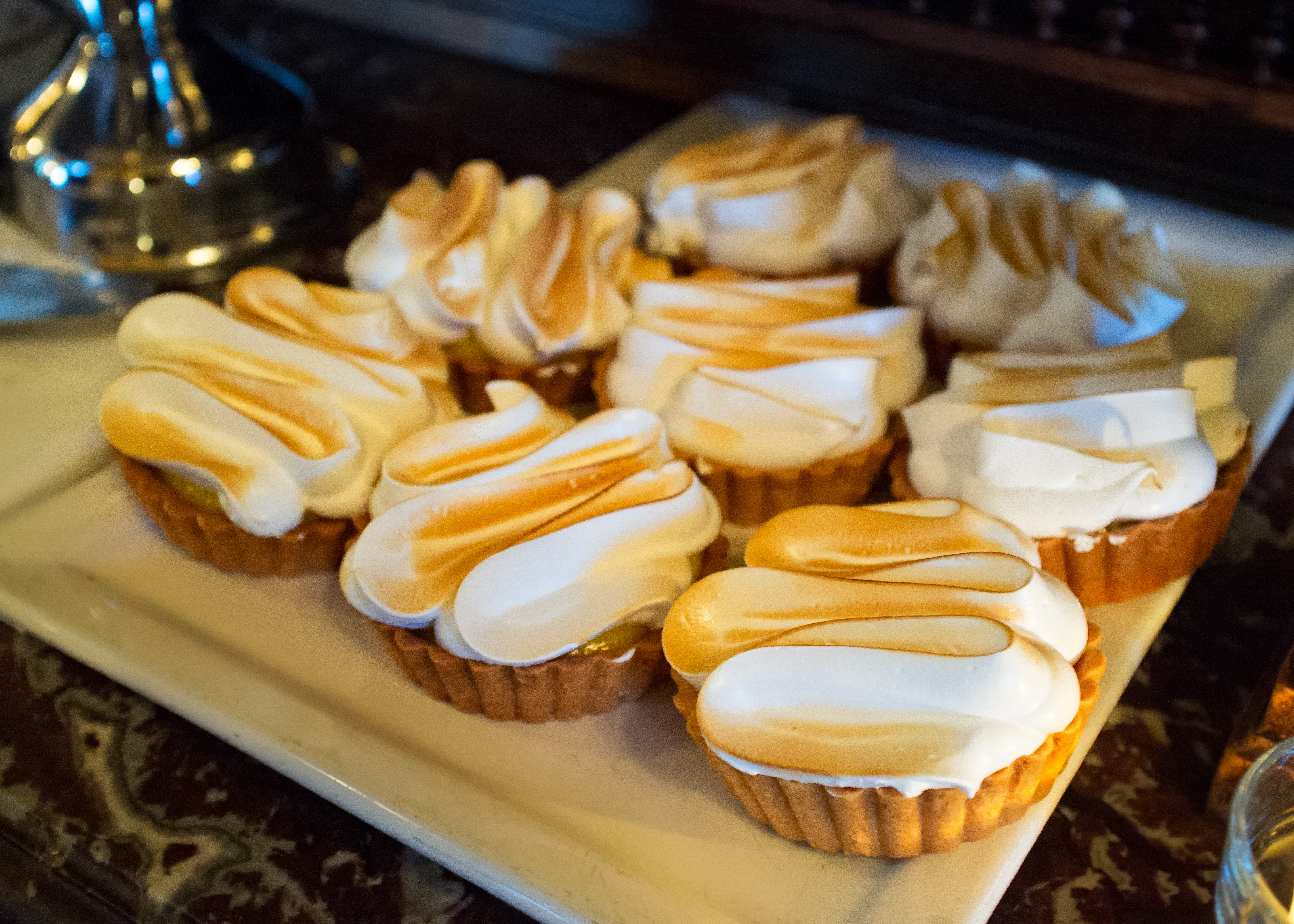
Bánh Tart Meringue chanh

Bánh tart thường đứng tự do với vỏ bánh pastry cứng bao gồm bột nhồi, được làm bằng bột, nhân dày và cạnh vuông góc trong khi bánh pie có thể có bánh pastry mềm hơn, nhân lỏng hơn và hai cạnh dốc, cần được để lên đĩa đựng bánh pie.

## Phiên bản
Có nhiều loại bánh tart, với các loại phổ biến bao gồm bánh Tart Treacle, bánh tart trứng đường, tarte tatin và bánh Tart Bakewell. Một cái bánh tart mứt sử dụng mứt thay cho trái cây tươi.
Tarte Tatin là một loại bánh tart lộn ngược, có táo, trái cây khác hoặc hành tây.
Bánh tart mặn bao gồm quiche, một họ bánh tart mặn với phần nhân sữa trứng; 'bánh tart hành tây' Zwiebelkuchen của Đức và bánh tart phô mai Thụy Sĩ được làm từ phô mai Gruyere.

## Ảnh

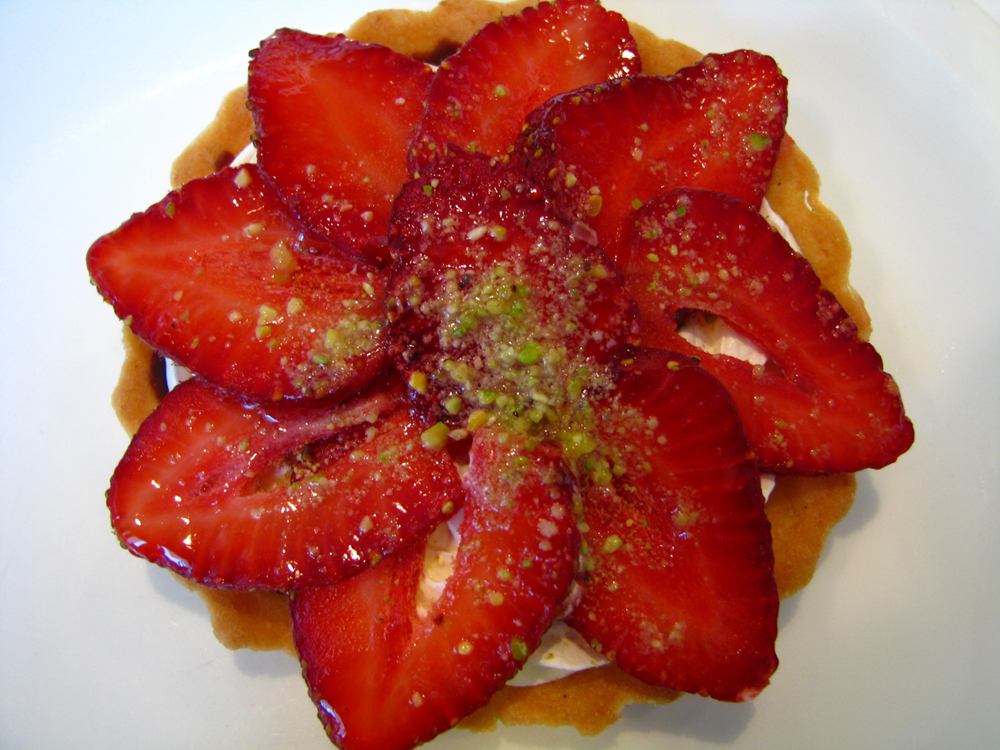
Bánh tart dâu tây
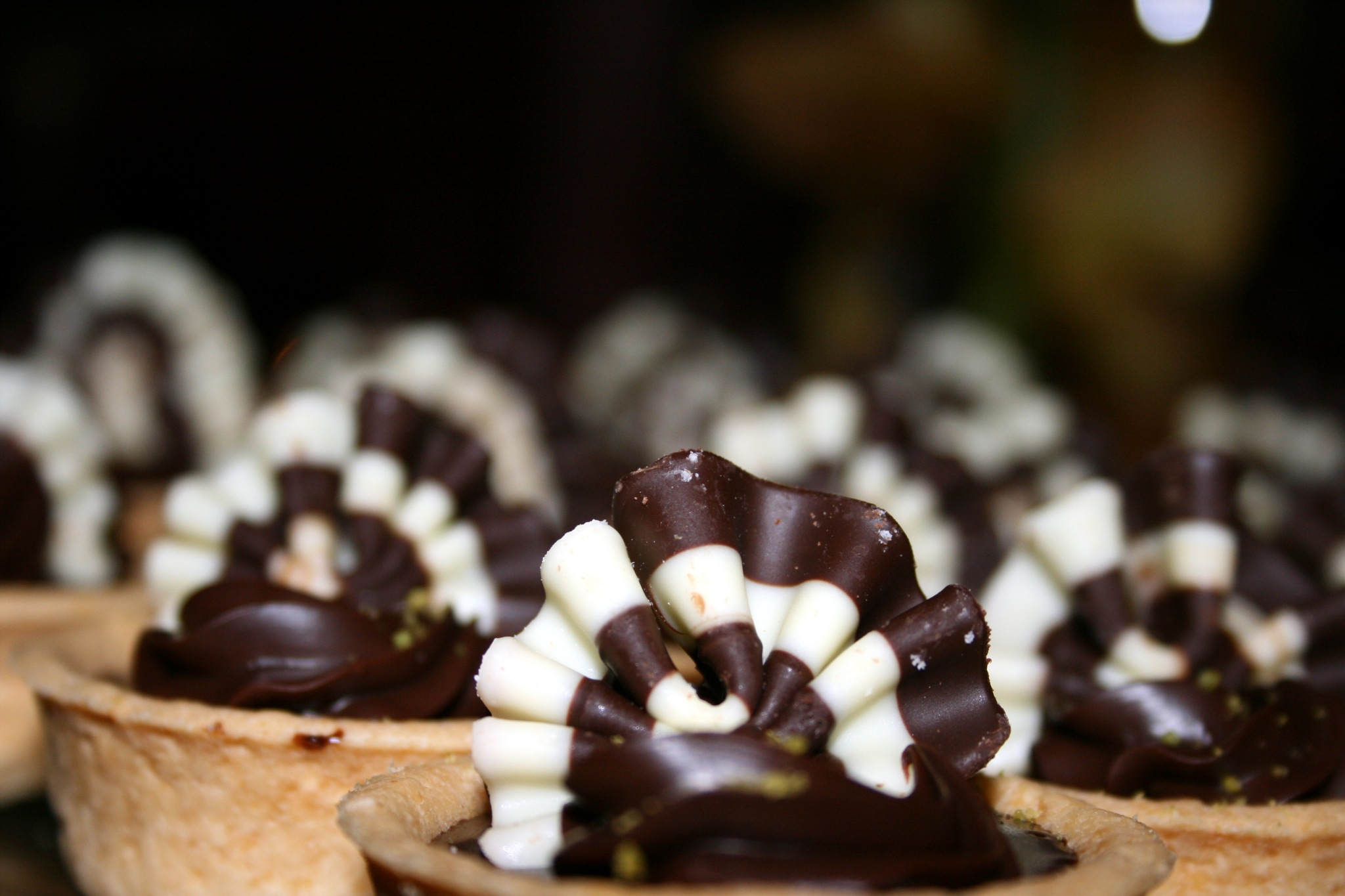
Bánh tart sô cô la
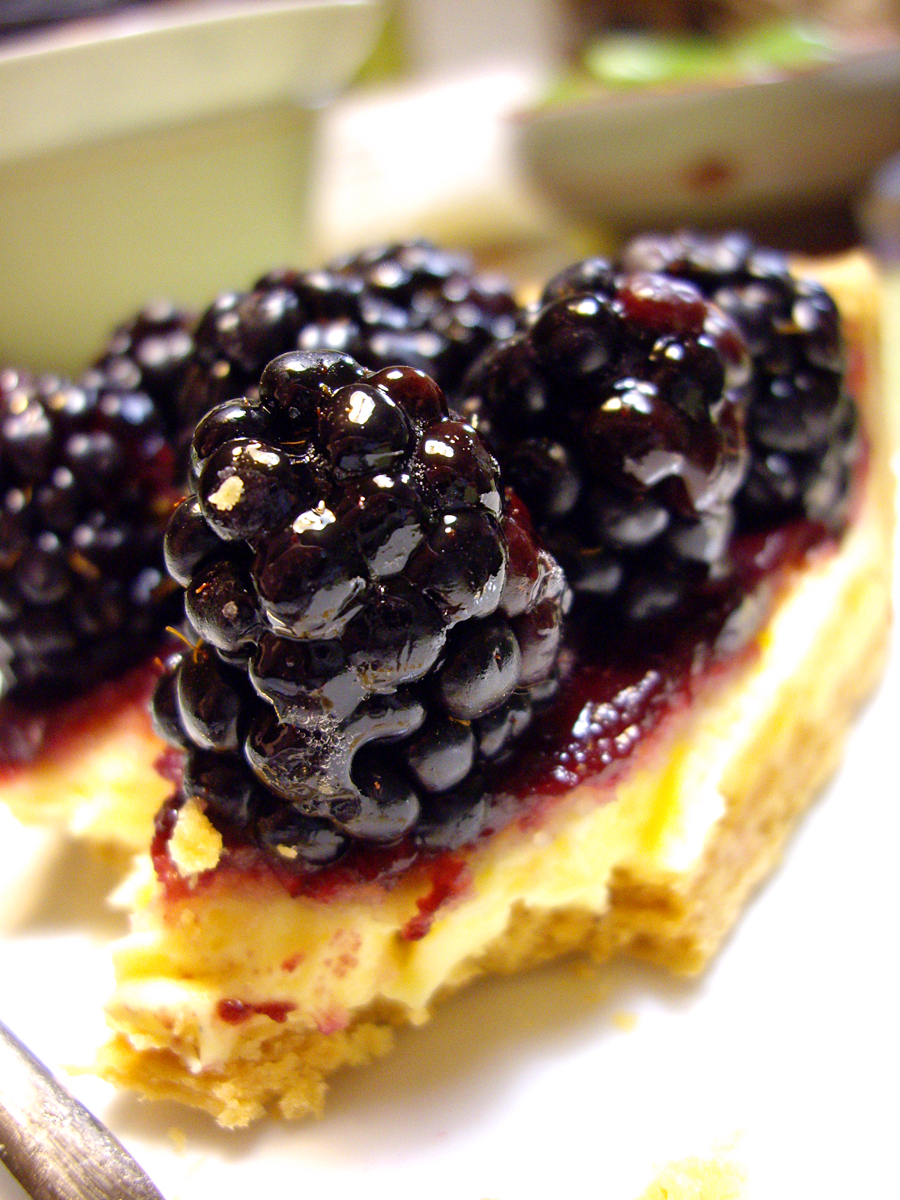
Bánh tart mâm xôi đen Mexico
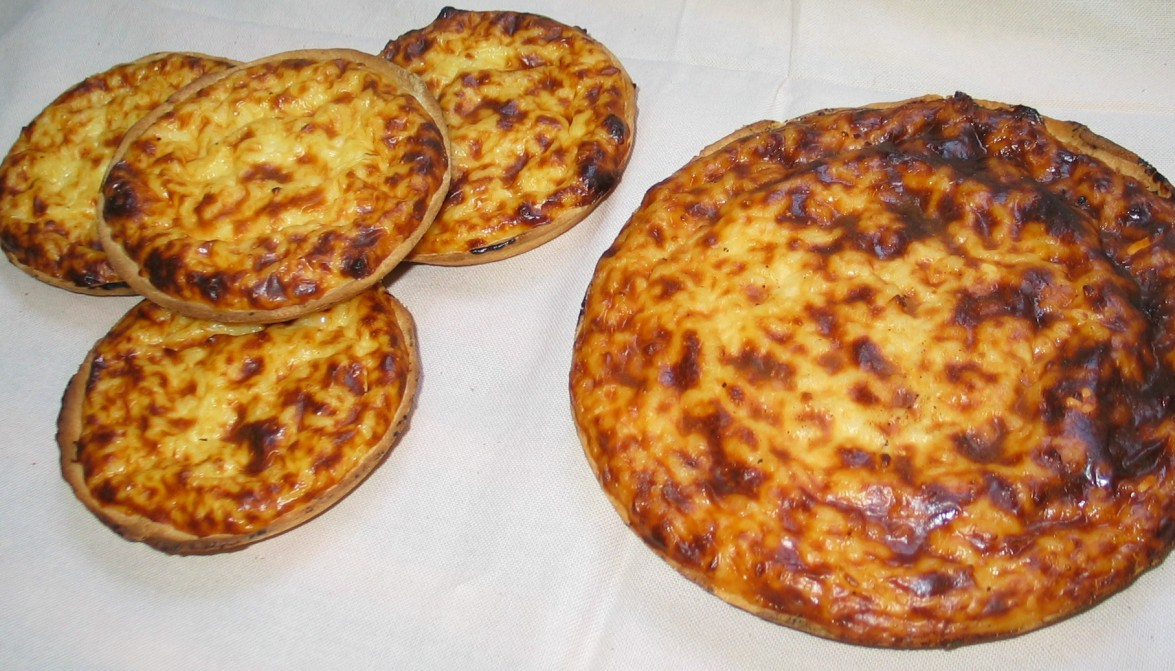
Rijstevlaai
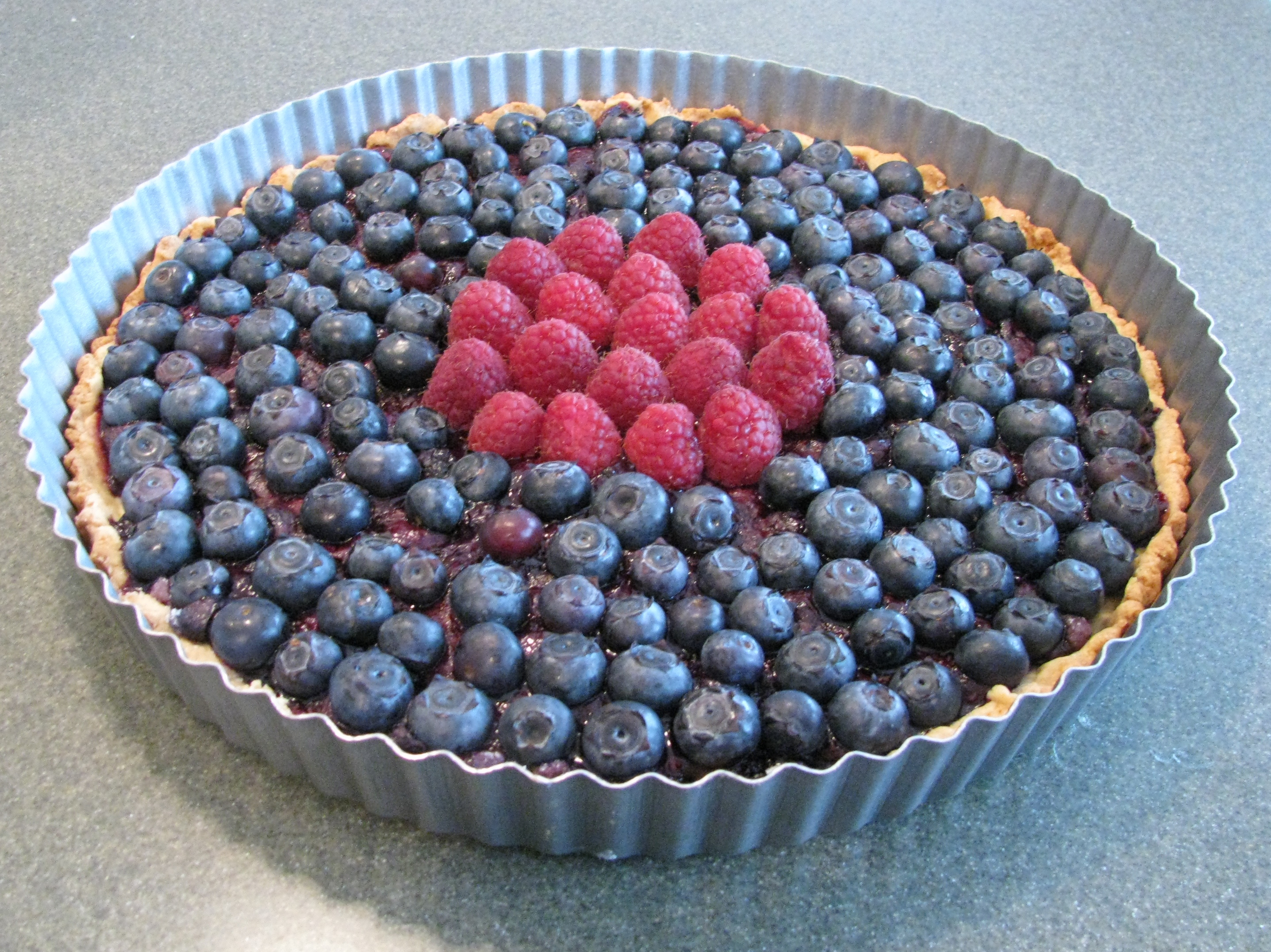
Bánh tart việt quất và quả mâm xôi

## Liên quan
- Corley, Dinah (2011). Gourmet Gifts: 100 Delicious Recipes for Every Occasion to Make Yourself & Wrap with Style. Houghton Mifflin Harcourt. ISBN 9781558324350.
- Davidson, Alan. The Oxford Companion to Food.